# Publius Iulius Geminius Marcianus
Publius Iulius Geminius Marcianus (vollständige Namensform Publius Iulius Publi filius Quirina Geminius Marcianus) war ein im 2. Jahrhundert n. Chr. lebender Angehöriger des römischen Senatorenstandes. Durch eine Inschrift, die in Cirta gefunden wurde, ist seine Laufbahn bekannt, die als cursus inversus, d. h. in absteigender Reihenfolge wiedergegeben ist.
Marcianus übte zunächst das Amt eines IIIvir capitalis im Rahmen des Vigintivirats aus. Danach leistete er seinen Militärdienst als Tribunus laticlavius in der Legio X Fretensis, die ihr Hauptlager in Jerusalem in der Provinz Syria Palaestina hatte und in der Legio IIII Scythica, die ihr Hauptlager in Zeugma in Syria hatte. Nach Rom zurückgekehrt, wurde er nacheinander Quaestor, Tribunus plebis und Praetor.
Danach war Marcianus für ein Jahr als Legatus pro praetore dem Statthalter in der Provinz Africa zugeteilt. Im Anschluss wurde er Kommandeur (Legatus legionis) der Legio X Gemina, die ihr Hauptlager in Vindobona in der Provinz Pannonia superior hatte. Als der Partherkrieg des Lucius Verus begann, führte er als Legatus die Vexillationen der Truppen aus Pannonia superior in den Osten des römischen Reiches (legatus Auggustorum super vexillationes in Cappadocia).
Nachdem Lucius Verus im Osten eingetroffen war, wurde Marcianus Statthalter (Legatus Auggustorum pro praetore) in der Provinz Arabia. Er ist als Statthalter in Arabia für die Jahre 162 bis 163 durch zahlreiche Meilensteine belegt. In einer Inschrift aus Bostra wird er als consul designatus bezeichnet; unmittelbar nach seiner Statthalterschaft erreichte er daher einen Suffektkonsulat. Im Anschluss war er Statthalter (Proconsul) in der Provinz Macedonia. Als Krönung seiner Karriere, ungefähr 15 Jahre nach seinem Konsulat, wurde er noch Statthalter (Proconsul) in der Provinz Asia.
Marcianus war in der Tribus Quirina eingeschrieben und stammte aus Cirta. In Cirta und der Umgebung wurden noch drei weitere Inschriften gefunden, die ihm gewidmet sind. Er gehörte dem Priesterkollegium der Sodales Titii an.

## Datierung
Ernst Hohl datiert die einzelnen Stationen seiner Laufbahn wie folgt: Legionskommandeur am Ende der Regierungszeit von Antoninus Pius (138–161), Legatus Auggustorum super vexillationes in Cappadocia um 161/162, Statthalter in Arabia von 162 bis ca. 166/167, Suffektkonsul um 167 und schließlich Statthalter in Asia um 181/183.